# Olof Widmark
Carl Olof Widmark, född 16 november 1831 i Ljusdals socken, Gävleborgs län, död 20 juni 1901 i Söderköping, var en svensk lantmätare och riksdagsman.
Olof Widmark var son till lantmätaren och landshövdingen Per Henrik Widmark och Carolina Ström. Widmark blev 1849 student vid Uppsala universitet, där han 1851 avlade kameralexamen, och ägnade sig, från 1852, åt lantmäteriet samt blev 1882 förste lantmätare i Kopparbergs län. Han var, invald i Gävleborgs läns valkrets, ledamot (frihandelsvänlig) av första kammaren 1877–1885 samt 1887–1896 och tillhörde 1882 lag- och 1883–1885 bevillningsutskottet samt var 1885 och 1886 statsrevisor. 
Riddare av Kungl. Nordstjärneorden 1891.
Riddare av Kungl. Vasaorden 1881.
Olof Widmark var gift med Ulla Hammarström och far till översten Fredrik Olof Widmark.